# Densidade (topologia)
Em topologia um subconjunto de um espaço topológico é dito denso se para cada ponto {\displaystyle x} desse espaço for possível encontrar um ponto {\displaystyle d} do subconjunto denso tão próximo quanto se queira de {\displaystyle x}.

## Definicão e equivalências
Seja {\displaystyle X} um espaço topológico; dizemos que {\displaystyle D\subseteq X} é denso no espaço {\displaystyle X} se para cada aberto {\displaystyle V\subseteq X} a intersecção {\displaystyle V\cap D} for não-vazia. Verifica-se, facilmente, que as seguintes afirmações são equivalentes
1. {\displaystyle D} é denso;
2. {\displaystyle {\overline {D}}=X};
3. Para cada elemento {\displaystyle U} de uma base {\displaystyle {\mathcal {B}}} de {\displaystyle X}, se verifica {\displaystyle U\cap D\neq \emptyset };
4. Para cada {\displaystyle x\in X}, cada base local {\displaystyle {\mathcal {B}}(x)} e cada {\displaystyle U\in {\mathcal {B}}(x)}, se verifica {\displaystyle U\cap D\neq \emptyset }.

A cada espaço topológico {\displaystyle X} pode ser associado um cardinal {\displaystyle \operatorname {d} (X)}, chamado de densidade do espaço {\displaystyle X} dado por
{\displaystyle \operatorname {d} (X)=\min\{|D|:D{\text{ é denso em }}X\}}.
Dizemos que um espaço {\displaystyle X} é separável se possuir um denso enumerável, i.e. {\displaystyle \operatorname {d} (X)\leq \omega }.
O leitor é convidado a verificar que {\displaystyle \operatorname {d} (X)\leq \operatorname {w} (X)}, onde {\displaystyle \operatorname {w} (X)} é o  peso do espaço {\displaystyle X} (i.e. a menor cardinalidade que uma base do espaço {\displaystyle X} pode admitir).

## Propriedades básicas
- Sejam {\displaystyle X,Y} espaços topológicos, sendo {\displaystyle Y} Hausdorff. Quaisquer funções contínuas {\displaystyle f,g:X\to Y} que coincidem em um denso de {\displaystyle X} são iguais;

- Imagens de denso por sobrejeções contínuas são conjuntos densos;

## Exemplos
- O conjunto dos racionais {\displaystyle \mathbb {Q} } é denso em {\displaystyle \mathbb {R} } com a topologia usual; mais ainda, {\displaystyle \mathbb {Q} } é denso na reta de Sorgenfray. Isso faz com que ambos espaços sejam separáveis. É notável observar que, embora separável, a reta de Sorgenfray não é segundo-contável, testemunhando, portanto, que a desigualdade {\displaystyle \operatorname {d} (X)\leq \operatorname {w} (X)} não pode ser reposta por uma igualdade.
- O espaço produto {\displaystyle \mathbb {R} ^{\mathbb {R} }}  é separável.
- Para cada espaço de medida {\displaystyle \langle X,{\mathcal {M}},\mu \rangle } e para cada {\displaystyle p\in \omega }, {\displaystyle p\geq 1} o espaço {\displaystyle L^{p}(X,{\mathcal {M}},\mu )} é separável. Em particular, os espaços {\displaystyle l^{p}=L^{p}(\omega ,\wp (\omega ),|\cdot |)} é separável. Mas {\displaystyle L^{\infty }(X,{\mathcal {M}},\mu )} não é separável.
- O espaço de Banach das funções de variação limitada não é separável.
- Separabilidade não é uma propriedade hereditária, i.e. subspaços de espaços separáveis em geral não são separáveis. De fato, topologizando {\displaystyle \mathbb {R} } através do sistema de vizinhanças {\displaystyle \langle {\mathcal {V}}_{x}\rangle _{x\in \mathbb {R} }}, tal que {\displaystyle {\mathcal {V}}_{x}=\{A\subseteq \mathbb {R} :\exists \varepsilon >0(]x-\varepsilon ,x+\varepsilon [\cap \mathbb {Q} \subseteq A)\}}, se {\displaystyle x\in \mathbb {Q} } e {\displaystyle {\mathcal {V}}_{x}=\{A\subseteq \mathbb {R} :\exists \varepsilon >0((]x-\varepsilon ,x+\varepsilon [\cap \mathbb {Q} )\cup \{x\}\subseteq A)\}}, se {\displaystyle x\in \mathbb {R} \setminus \mathbb {Q} }. Nesta topologia, {\displaystyle \mathbb {Q} } é denso em {\displaystyle \mathbb {R} }, mas o conjunto dos irracionais não admite subconjunto denso enumerável.

## Teorema de Hewitt-Marczeewski-Pondiczery
Sejam {\displaystyle \langle X_{s}\rangle _{s\in S}} uma família de espaços topológicos e {\displaystyle \kappa \geq \omega } um cardinal tal que {\displaystyle |S|\leq 2^{\kappa }}. Se, para cada {\displaystyle s\in S}, {\displaystyle \operatorname {d} (X)\leq \kappa } então {\displaystyle \operatorname {d} \left(\prod _{s\in S}X_{s}\right)\leq \kappa }.
Em particular, o teorema acima afirma que o produto de {\displaystyle {\mathfrak {c}}} espaços separáveis é um espaço separável.